# 大仏廻国
『大仏廻国・中京編』（だいぶつかいこくちゅうきょうへん）は、1934年（昭和9年）製作・公開、枝正義郎監督による日本映画である。2018年にリメイク版が公開された。

## 概要

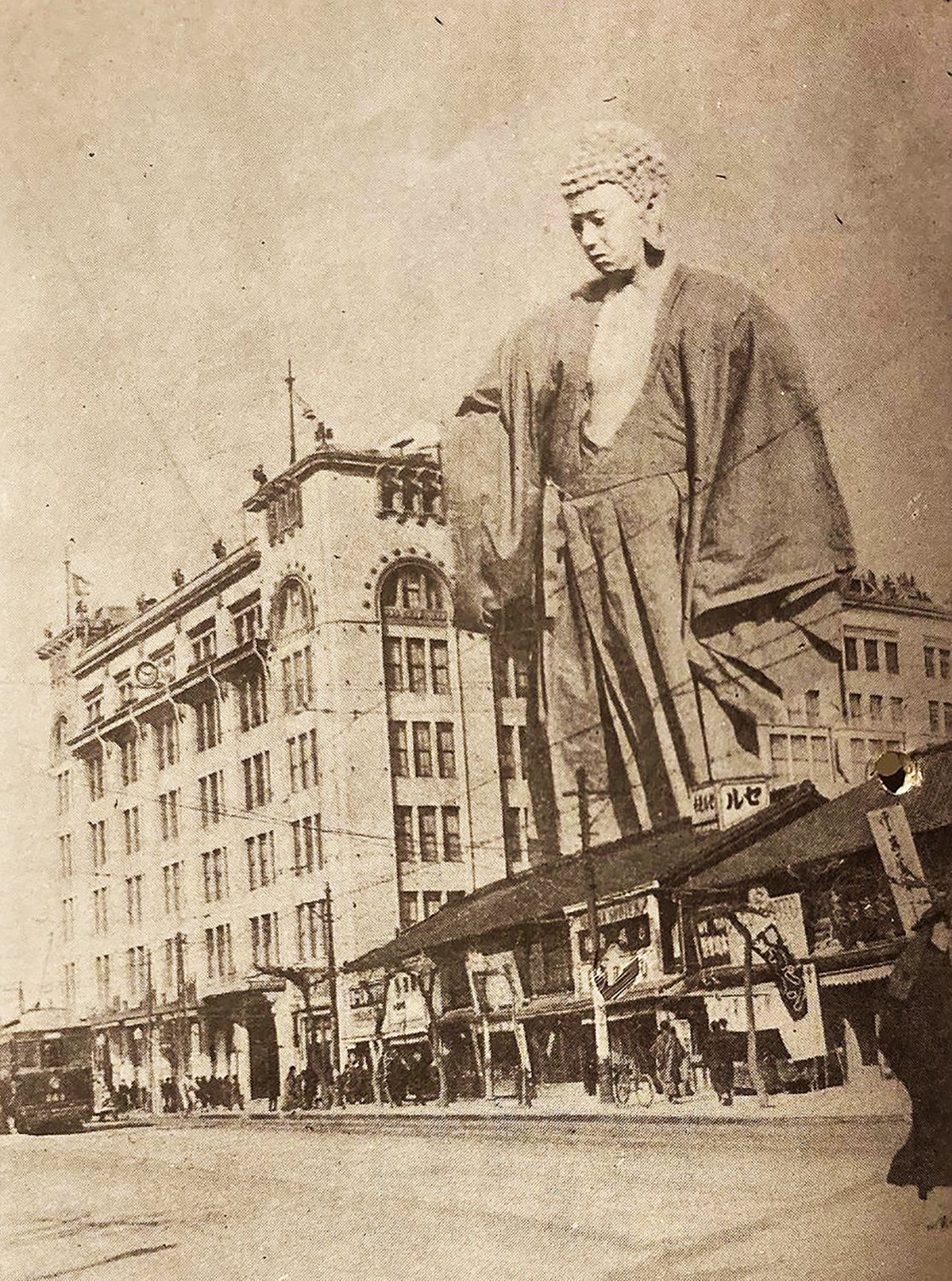
大仏

監督である枝正義郎が東亜キネマから独立し、昭和9年（1934年）に制作された作品である。「大仏が動き出し、名古屋を巡り歩く」という題材を大規模なトリック撮影で描いた映画作品で、日本映画では初めて「着ぐるみとミニチュアで巨大なキャラクターを表現した作品」とされる。
映像については、大小数十個の大仏を作り実景と模型を自由にモンタージュして場面の遠近に不自然を感じさせないように撮影したとされ、「グラスプロセス・スクリンプロセスなど、日本映画界空前の技術を開拓して観るものに映画の持つ奔放さを十分味はせるなど、大仏廻国の成功は一に日本映画界一歩の前進と確信」と評価されている。
内容については、新愛知では「従来の映画道を無視しているなど大胆」「とにかく面白いスペクタクル映画」と紹介されている。名古屋新聞では「『キング・コング』などと同日の談ではない」と手厳しい評もある。
当時はトリック撮影を駆使した作品という認識と共に、仏教映画とも捉えられており、「安易な絵解き映画では段々受けなくなった為に新しい作品は、例へば『大仏廻国』の如くにトリック撮影で興味の変化を狙って来た」とある。
映画の舞台となった名古屋市では映画館が満席になるなど好評だった。フィルムは戦災で焼失したため、現存していない。ただし、戦後間もないころには断片的ながらフィルムが現存しており、当時大阪の映画館で本作を観た筒井康隆は「パートカラーの観光映画、しかもブツ切れで数十分の代物」「志賀廼家淡海が大仏さんに淡海節を歌って聞かせたりするつまらぬつまらぬ映画だった」と書いている。

## あらすじ
愛知県知多郡上野村（現在の東海市）の聚楽園大仏が衆生済度のため日本全国を行幸するというもの。名古屋市内（真宗大谷派名古屋別院、本願寺名古屋別院、大須観音、名古屋城）を巡り歩く。犬山城を枕に一睡した大仏は真清田神社を参詣した後、再び名古屋市内に戻り名古屋公会堂、名古屋市議会、松坂屋、覚王山、鶴舞公園、名古屋市公会堂などを巡り、三河の知立八橋や常福寺の大仏と対面する。大仏は地獄と極楽を巡った後、雲に乗り東京に向かう。

## 作品データ
- 監督 : 枝正義郎
- 原作・脚色 : 大仏映画製作所
- 企画 : 安藤春蔵
- 撮影 : 藤井春美、山中虎男
- 録音 : 松井晴継
- 出演 : 石川秀道 、小島一代、志賀廼家淡海一座（特別出演）[6]、松坂屋音楽隊
- 製作 : 大仏映画製作所
- 上映時間（9巻数 /2,057メートル） : 75分[9]
- フォーマット : 白黒映画(パートカラー) - トーキー - スタンダードサイズ（1.33:1）
- 初回興行 : 大須世界館

資料によっては枝正義郎を指揮として、監督を勝見庸太郎としたものや、勝見と村越章二郎の共同監督とするものもあるが、当時のキネマ週報には「勝見監督は先に立石トーキー『大仏廻国』を監督することになっていたが、自己の芸術的良心と相容れないからとの理由で同映画の監督を謝絶」と書かれている。

## 大仏廻国 The Great Buddha Arrival
『大仏廻国 The Great Buddha Arrival』（だいぶつかいこく ザ・グレート・ブッダ・アライバル）は、横川寛人監督による2018年に公開された特撮映画である。枝正義郎の1934年に発表された映画『大仏廻国・中京編』を原作としている。枝正の孫である佛原和義の承認のもと、企画が立ち上がった。作中の大仏は、ラヴクラフト系モンスターの造形で知られる米山啓介が新たにデザインしている。製作費300万円（2018年9月9日時点）のうち、148万1,000円はクラウドファンディングで調達している。

### キャスト
- 枝正義郎：菊沢将憲
- 村田：米山冬馬
- ももるん：岩田桃夏（NMB48）[11]
- 北：ゆうま
- 香山リポーター：安田崇
- カナダ人インタビュアー：シェリー・スゥエニー[12]
- メアリー・リサ・グリーソン博士：ペギー・ニール[13]
- アメリカ人キャスター：ノーマン・イングランド[14]
- ドイツ首相：インゲ・ムラタ[15]
- アメリカ大統領：フィリップ・グレンジャー[15]
- 謎の人物：ロバート・スコット・フィールド[16]（カメオ出演）
- 枝正の恋人：長谷川いく[17]
- 女性自殺者：青木愛
- 田中プロデューサー：大迫一平[18]
- 板野アナウンサー：森田友希[19]
- マックスウェル・（トシ）ジェームズ：戸田年治[20]
- 物理学者：大槻義彦[7]
- 超常現象研究家：韮澤潤一郎[7]
- 大崎刑事：螢雪次朗[21]
- ストーリーテラー：宝田明[22]

【海外上映版以降の出演】
- 桜井市長：内田喜郎
- 村田夕子：小林夕岐子
- 真城総理大臣：久保明

【2020年版以降の出演】
- 宮倉キャスター：佐野史郎[23]
- 枝正和義：古谷敏

### スタッフ
- 監督：横川寛人
- 脚本：横川寛人、米沢有機、米山冬馬、酒井健作（脚本協力）
- 大仏デザイン：米山啓介
- 音楽：篠田浩美
- 美術：浅井拓馬、山田果林、横川寛人
- ポスタービジュアルデザイン：高橋ヨシキ
- ブレーン：酒井健作
- VFX：株式会社color
- Special Thanks：佛原和義、守隨亨延
- 原作：枝正義郎『大仏廻国・中京編』
- プロデューサー：横川寛人、エイブリー・ゲーラ
- 制作プロダクション：株式会社3Y
- アンバサダー：みうらじゅん

### 製作
横川寛人が『ゴジラ』好きな友人から『大仏廻国・中京編』の存在を聞かされたことが製作のきっかけだったという（友人は美術担当として本作に参加している）。2016年に枝正義郎の孫である佛原和義と連絡を取り、企画が始動した。キャストには宝田明や螢雪次朗など、横川が影響を受けた特撮映画（『ゴジラ』、『ガメラ』）に出演している俳優を起用している。オファーのうち8割は断られたが、「宝田さんが出演されるなら」という理由で出演を決めたキャストもいたという。
製作費の一部はクラウドファンディングで調達しており、Yahoo!ニュースで記事が掲載された際にアメリカ合衆国のプロデューサーのエイブリー・ゲーラが記事を英訳して紹介したため海外でも本作の存在が知られるようになり、それがきっかけで出演が決まった海外俳優（フィリップ・グレンジャーなど）もいるという。
聚楽園大仏の建立者・山田才吉のひ孫である守隨亨延の働きかけによりフランス、ドイツ、イギリス、東海市（聚楽園）での上映が実現した。

### 映像ソフト
2023年11月3日にアルバトロスよりBlu-rayが一般販売された。